# Otto Weidinger
Otto Weidinger, född 24 maj 1914 i Würzburg, död 10 januari 1990 i Aalen, var en tysk SS-officer. Han var befälhavare för SS-Panzergrenadier-Regiment 4 "Der Führer" från 1944 till 1945. Weidinger dekorerades med Riddarkorset av Järnkorset med eklöv och svärd.
Weidingers regemente deltog i massakern i Oradour-sur-Glane den 10 juni 1944. Efter andra världskriget hamnade Weidinger i amerikansk krigsfångenskap. I augusti 1947 överfördes han till fransk fångenskap. Efter sammanlagt sex års internering ställdes han och flera andra officerare i Waffen-SS inför rätta i Bordeaux. Samtliga frigavs i juni 1951.

## Utmärkelser
- Infanteristridsmärket i silver
- Såradmärket i silver
- Järnkorset av andra klassen: 15 november 1939
- Järnkorset av första klassen: 25 juli 1940
- Närstridsspännet i brons
- Sonderabzeichen für das Niederkämpfen von Panzerkampfwagen durch Einzelkämpfer
- Tyska korset i guld
- Riddarkorset av Järnkorset med eklöv och svärd
  - Riddarkorset: 21 april 1944
  - Eklöv: 26 december 1944
  - Svärd: 6 maj 1945

### Webbkällor
- Miller, Michael D. & Collins, Gareth. ”SS-Obersturmbannführer & Oberstleutnant der Polizei, Schutzpolizei, Gendarmerie, & Feuerschutzpolizei (U–Z)” (på engelska). Axis Biographical Research. Arkiverad från originalet den 11 februari 2014. https://archive.today/20140211221920/http://www.geocities.com/~orion47/SS-POLIZEI/SS-Ostubaf_U-Z.html. Läst 11 februari 2014.
- ”Obersturmbannführer Otto Weidinger” (på tyska). Die Träger des Ritterkreuzes des Eisernen Kreuzes 1939–1945. Arkiverad från originalet den 11 februari 2014. https://archive.today/20140211222103/http://www.das-ritterkreuz.de/index_search_db.php4?modul=search_result_det&wert1=6881. Läst 11 februari 2014.